# Marathókambos
Marathókambos, en grec moderne : Μαραθόκαμπος, est un village et un ancien dème, désormais une localité du dème de Sámos-Ouest, sur l'île de Sámos, en  Grèce. 
Selon le recensement de 2011, la population de Marathókambos compte 1 069 habitants.